# Sac à dos

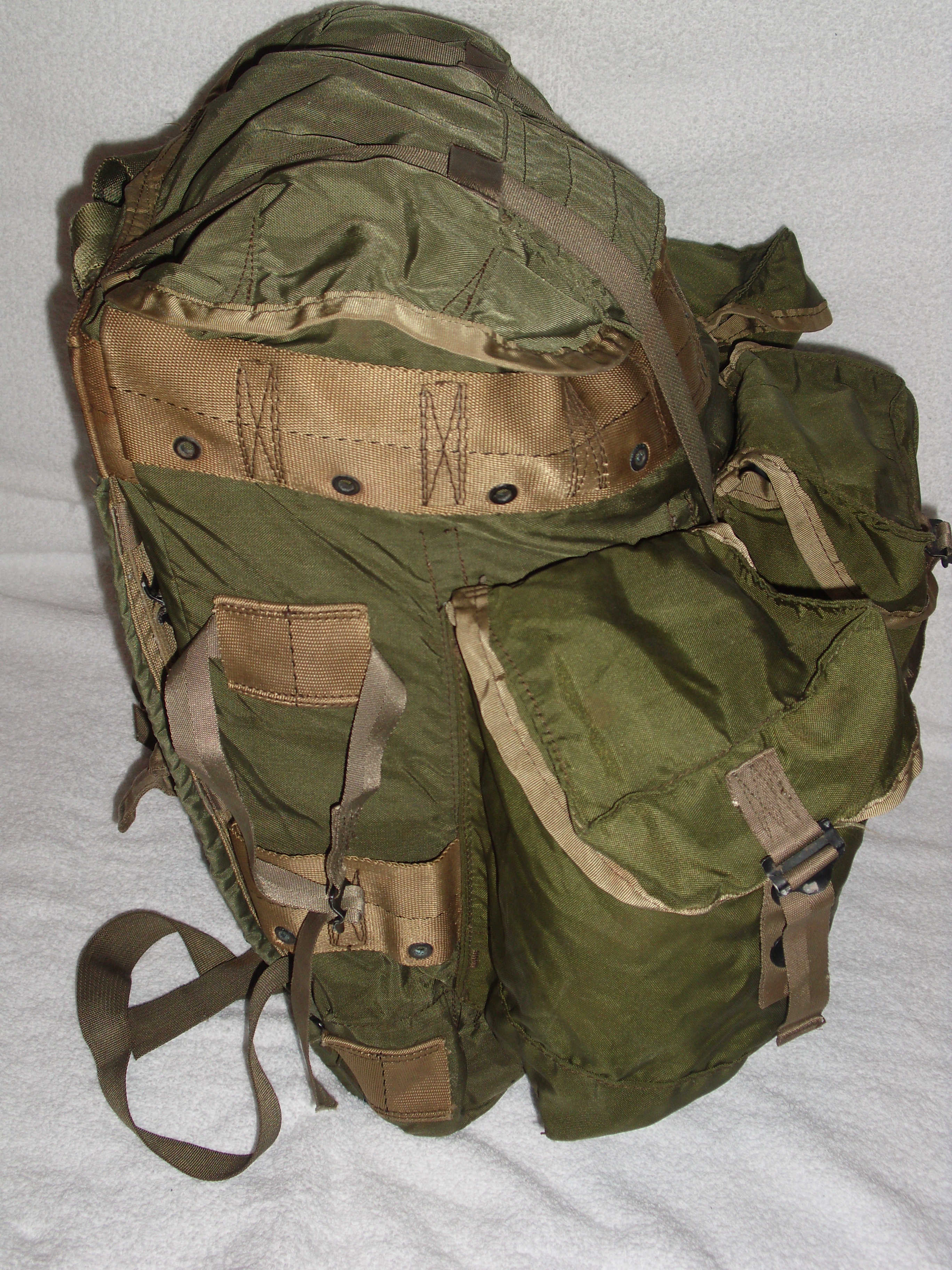
Sac à dos mis en service dans l'armée américaine pour la guerre du Viêt Nam.

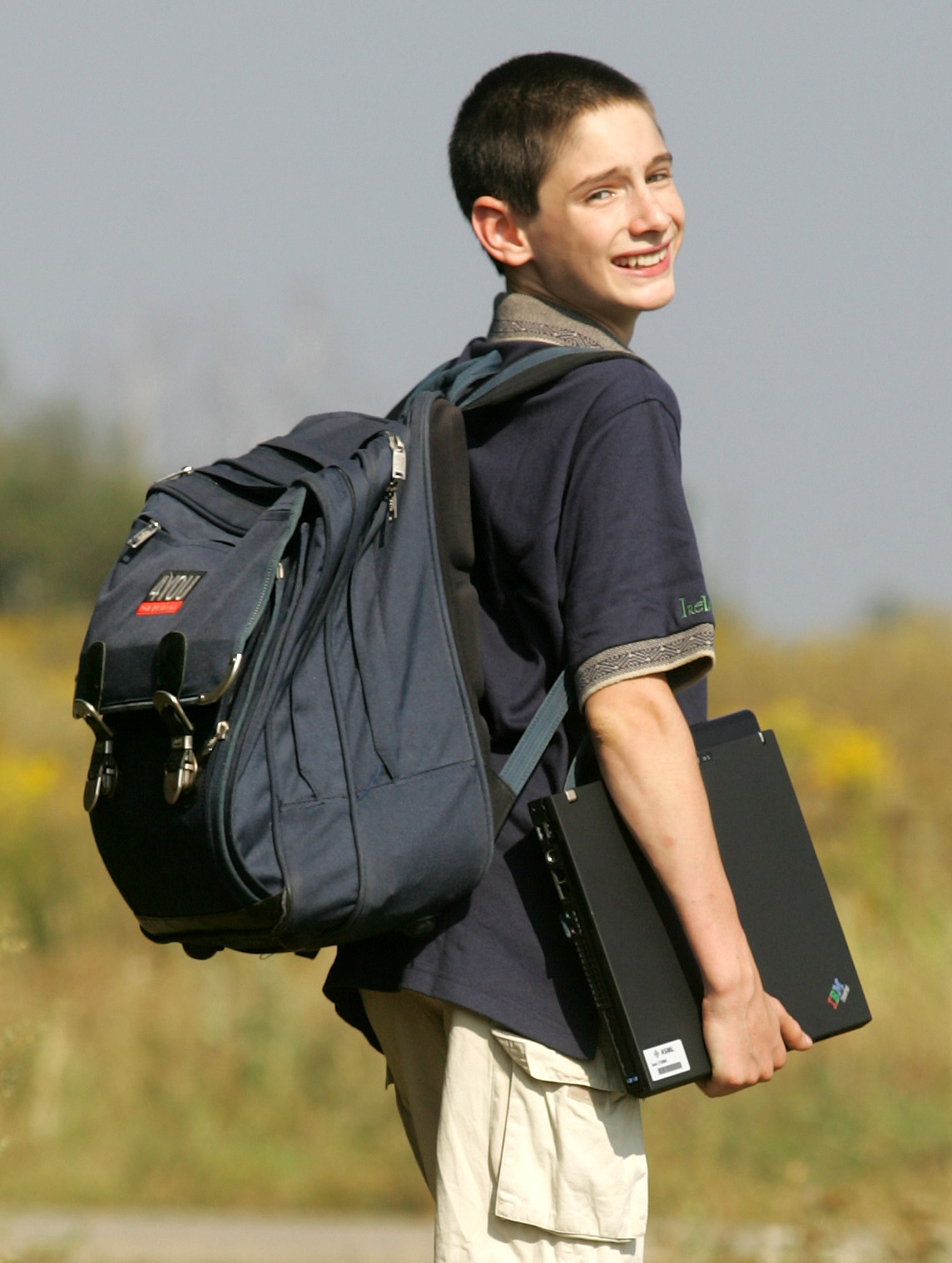
Écolier et son sac à dos.

Un sac à dos est un contenant souple transporté sur le dos d'une personne et dont la charge repose sur les épaules par l'intermédiaire de bretelles et parfois sur les hanches par le moyen d'une ceinture ventrale. Sa capacité est exprimée en litres et varie d'une demi dizaine, pour les sacs de trail, à une centaine, pour les modèles militaires.

Du transport de matériel scolaire chez les plus jeunes aux utilisations sportives ou professionnelles, le sac à dos trouve de nombreuses applications. Chaque sac est adapté à son utilisation.

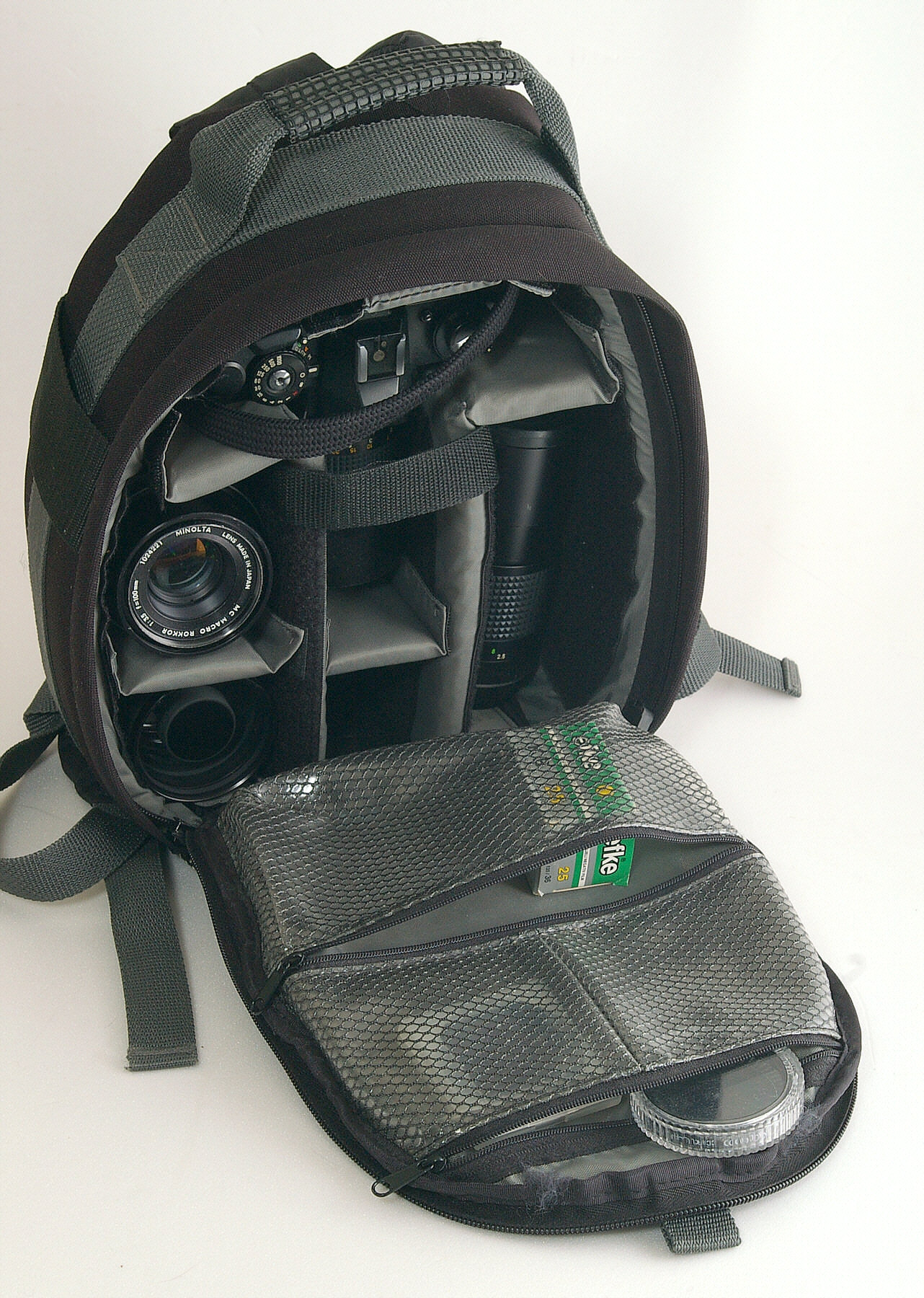
Sac à dos pour matériel photo.

## Histoire

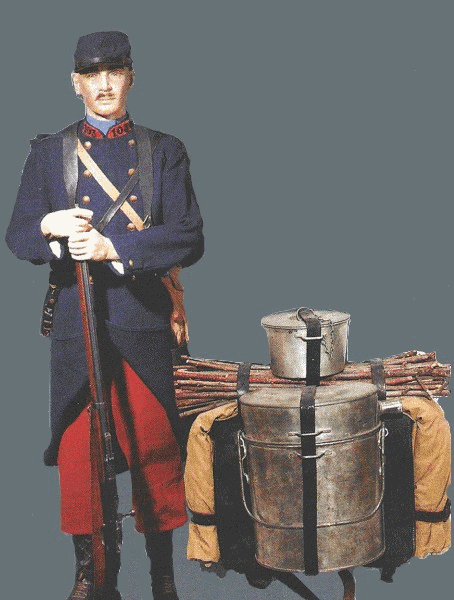
Havresac (de l’allemand hafersack, « sac à avoine »), sac à dos contenant l'équipement du fantassin (gamelle individuelle au sommet, toile de tente avec ses piquets, marmite de campement).

De tout temps, l'homme a dû transporter, que ce soit de l'eau ou de la nourriture lors de la préhistoire, ou des équipements et des armes depuis l'Antiquité. Divers procédés ont été mis au point, à commencer par les poteries et les outres. Après la domestication des animaux, l'utilité de transporter par soi-même fut reléguée au second plan. Au XIe siècle, apparaît la hotte en osier qui se porte parfois sur le dos. Au XVIIe siècle, sont construits des cadres en bois fixés aux épaules avec des lanières de cuir.
En Europe, pendant des siècles, le sac à dos a été utilisé à des fins principalement militaires, sous le nom de havresac. Le terme « sac à dos » s'imposera dans la seconde moitié du XXe siècle, avec la victoire du style alpin (sac Bergan).
En Afrique cependant, il fut surtout utilisé pour le transport de la nourriture et de l’eau en raison de la distance séparant les villages des points d’eau due aux animaux dangereux tels que les hippopotames[style à revoir] , notamment entre le IXe siècle et le XVe siècle où il était appelé[Par qui ?] mokoba[réf. nécessaire] .
Le concept s'étend à la vie civile au début du XXe siècle, avec l'essor de certaines pratiques sportives de plein air, notamment l'alpinisme, le scoutisme et la randonnée pédestre (il s'agit alors d'un sac de cuir attaché à des cadres en bois, le cuir étant remplacé en 1909 par de la toile et le bois par du métal lorsqu'Ole F. Bergan dépose le modèle). En France, c'est dans les années 1930 que Millet se fait connaître pour ses sacs à dos. Le 22 janvier 1936, Lafuma dépose un brevet pour un modèle, dit « sac tyrolien », qui préfigurera les grandes lignes du sac à dos moderne. Dans les années 1950, l'Américain Dick Kelly propose une version en aluminium, plus léger, avec une sangle au niveau de la taille). Dans les années 1970, apparaissent les premières collections de sacs à dos pour la ville, sur le même principe que ceux réservés aux activités de plein air. Ils sont adoptés par les étudiants des universités aux États-Unis puis en France dans les années 1980 où il remplace peu à peu le traditionnel cartable en cuir des collégiens. Dans les années 2010, ils apparaissent dans les collections de certaines maisons de luxe, notamment chez le designer anglais Christopher Kane dans un modèle vintage ou chez Pierre Hardy (en forme de cube) et Jérôme Dreyfus (en cuir ou en toile avec des motifs animaliers).
Le sac à dos est aujourd'hui utilisé pour de nombreuses activités dès qu'elles requièrent de transporter une charge en gardant les mains libres ou pour garantir l'autonomie. Il est ainsi devenu un bagage à part entière. Pour les charges lourdes, les bretelles sont complétées d'une large ceinture ventrale rembourrée afin de répartir une partie de la charge sur les hanches. Une sangle de poitrine réglable complète l'ensemble pour éviter que les bretelles ne s'écartent involontairement.

## Conception

### Architecture

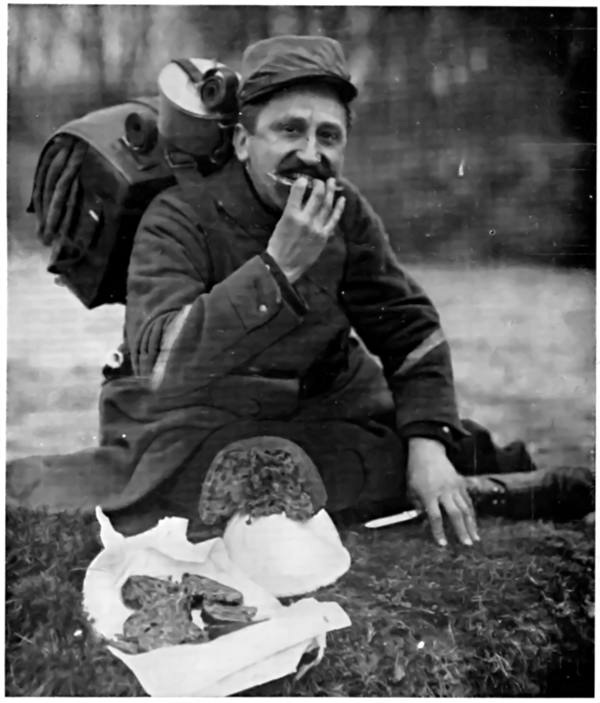
Soldat de la Première Guerre mondiale avec sac à dos en décembre 1914.

Constitué essentiellement de toile, le plus souvent en nylon ou équivalent, le sac à dos peut être rigidifié par des lamelles métalliques souvent en aluminium pour rester léger, voire soutenu par une claie. Un sac à dos est muni de bretelles rembourrées et ajustables qui font reposer le poids du sac sur les épaules. Les sacs de randonnée ont la particularité de présenter une deuxième attache au niveau du bas-ventre afin de repartir le poids entre les épaules et les hanches et d'éviter le balancement du sac. Généralement, une boucle de sangle est intégrée au sommet entre les deux bretelles pour accrocher le sac. De nombreuses poches, extensions et ouvertures sur les côtés, à l'arrière et sous le sac ainsi que des compartiments permettent une grande modularité.

### Capacité et taille
Les différents modèles se distinguent par leur capacité qui est exprimée en litres. Le volume principal varie considérablement, allant de quelques litres à la centaine de litres pour les modèles destinés aux armées. Ils permettent une charge utile dépassant la trentaine de kilos.

Comparatif de taille
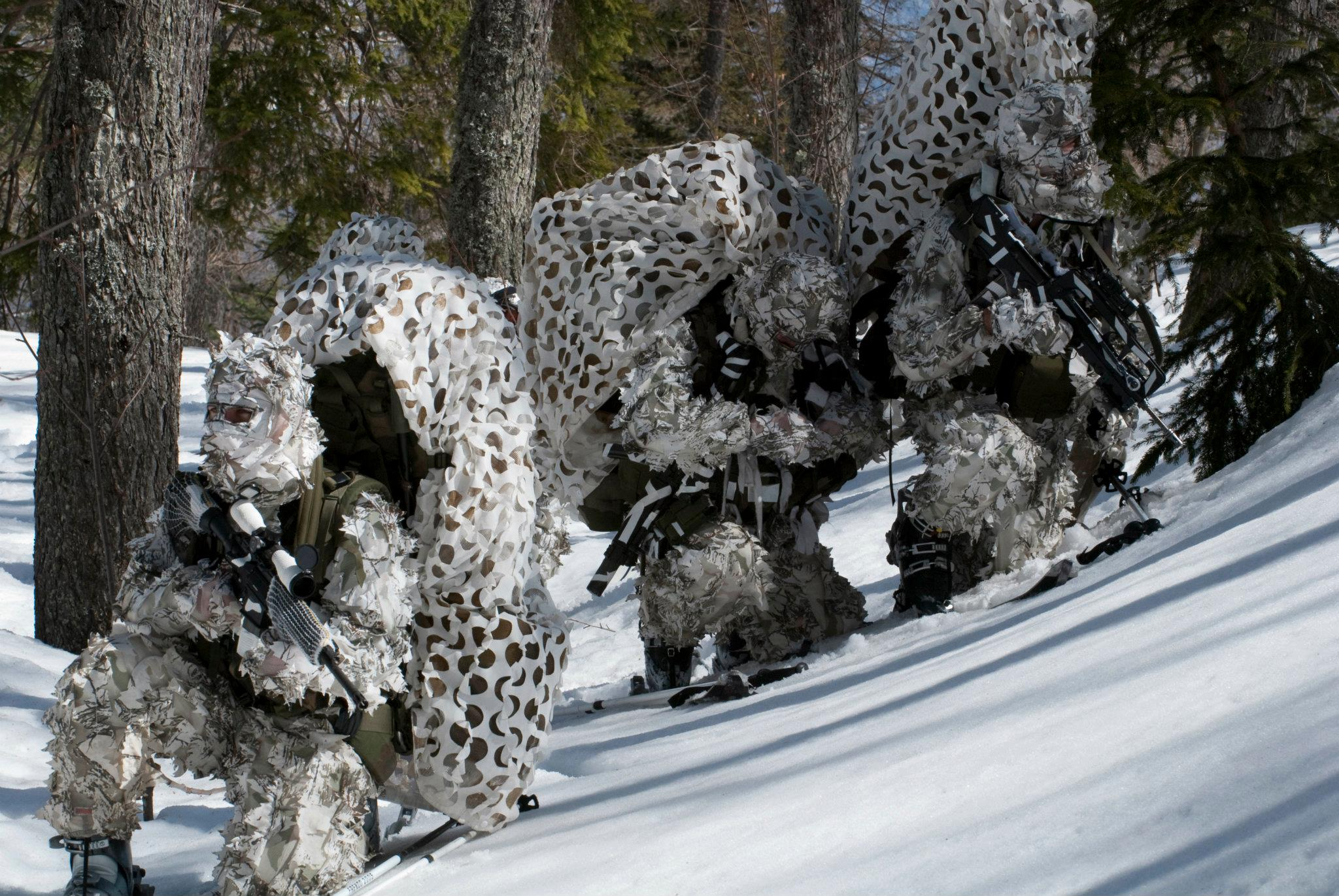
Sac utilisé par le Groupement de commandos de montagne passant les 100L.
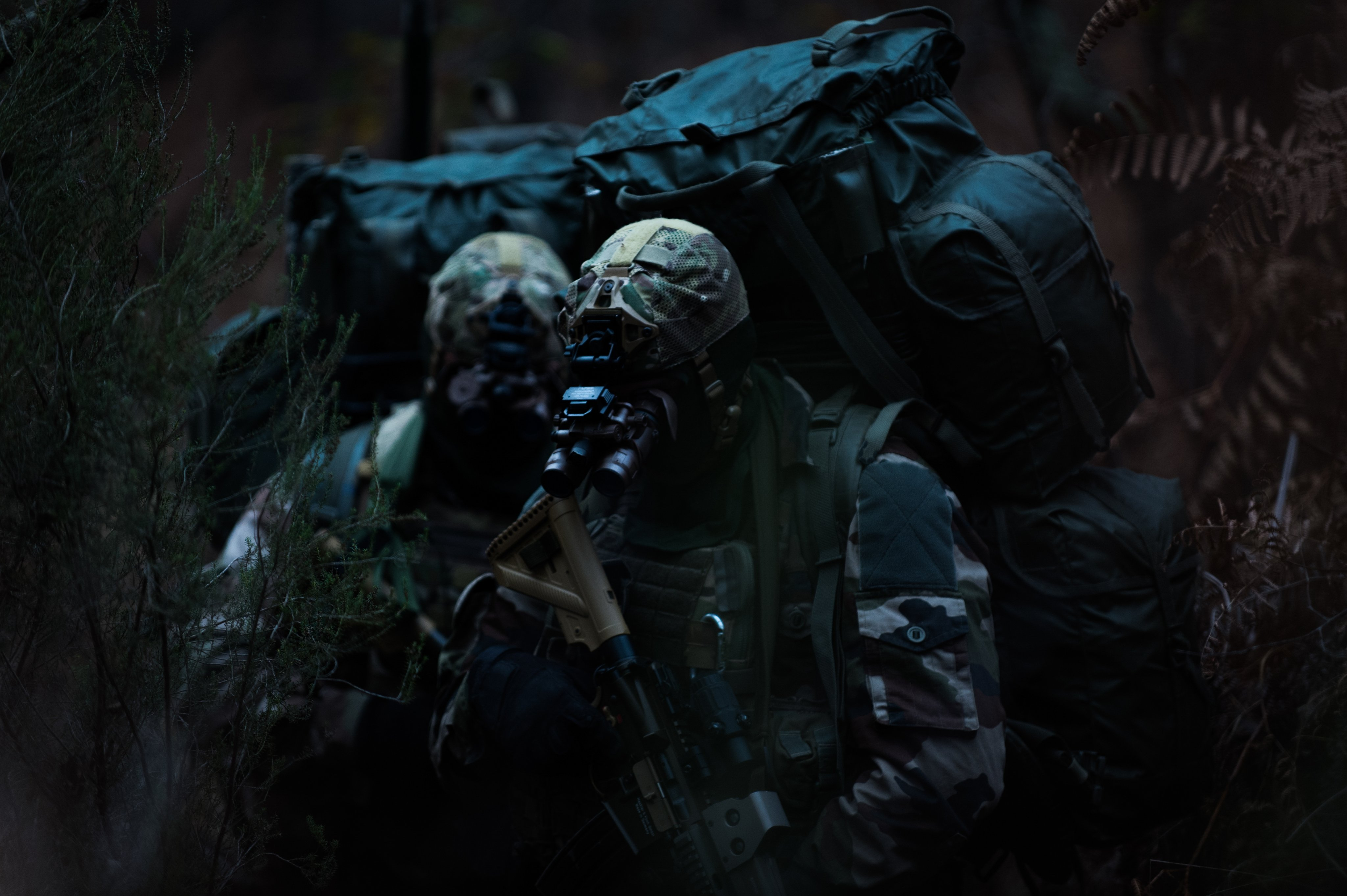
Opérateurs du 13e RDP transportant parmi les charges les plus lourdes et encombrantes de l'armée française.

### Accessoires
Selon sa destination, un sac peut être équipé de sangles extérieures permettant de transporter un voire deux piolets, un casque d'escalade, une paire de skis, une paire de crampons, une tente, etc.

## Différents usages
- Activités et exercices militaires
- Alpinisme
- Photographie
- Randonnée pédestre, trekking
- Ski alpin
- Ski de fond
- Ski de randonnée
- Trail
- Trajet scolaire
- Voyage
- VTT, VTC, VTT de descente

## Impact sur la santé
Un sac à dos trop lourd, mal réglé, ou avec un contenu  mal réparti peut avoir des conséquences sur la santé et le développement des enfants.[réf. souhaitée]